# Hobro
Hobro este un oraș în Danemarca.